# Magnezyt (minerał)

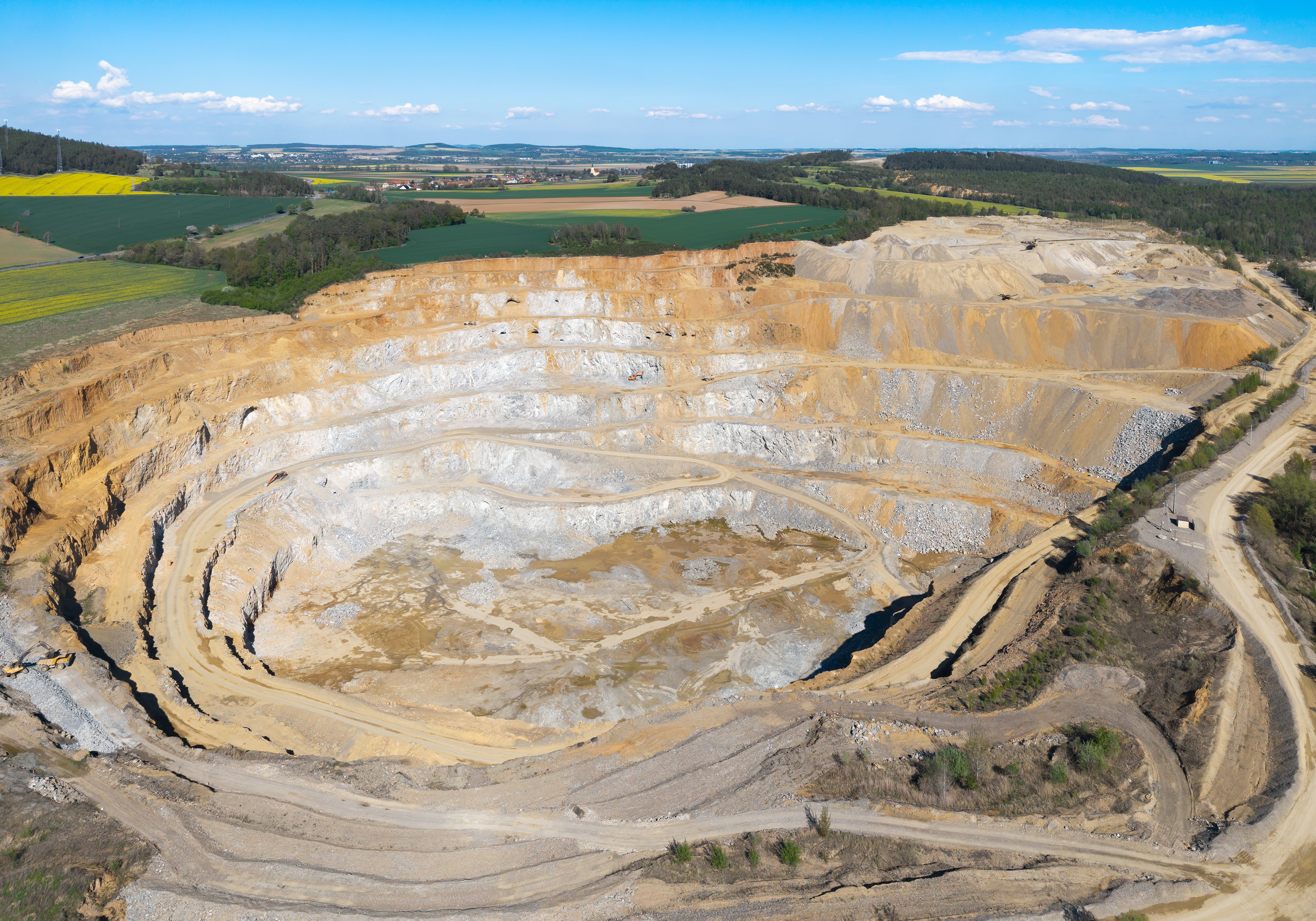
Kopalnia magnezytu w Grochowej

Magnezyt – minerał z gromady węglanów. Nazwa nawiązuje do składu chemicznego, w którym główną rolę odgrywa magnez. Minerał pospolity i szeroko rozpowszechniony.
Z magnezytu zbudowana jest monomineralna skała osadowa o tej samej nazwie

## Właściwości
Jest kruchy, przezroczysty, często zawiera pewne ilości żelaza rzadziej cynku. Pod wpływem światła ultrafioletowego wykazuje czasami fluorescencję o barwach zielonawej lub niebieskawej. Bardzo rzadko tworzy kryształy o postaci romboedrów lub skalenoedrów. Zazwyczaj występuje w skupieniach ziemistych, zbitych (przypominających porcelanę), ziarnistych, nerkowatych bądź włóknistych.
W zimnych, rozcieńczonych kwasach (HCl) rozkłada się powoli, gwałtownie burzy z kwasami na gorąco.

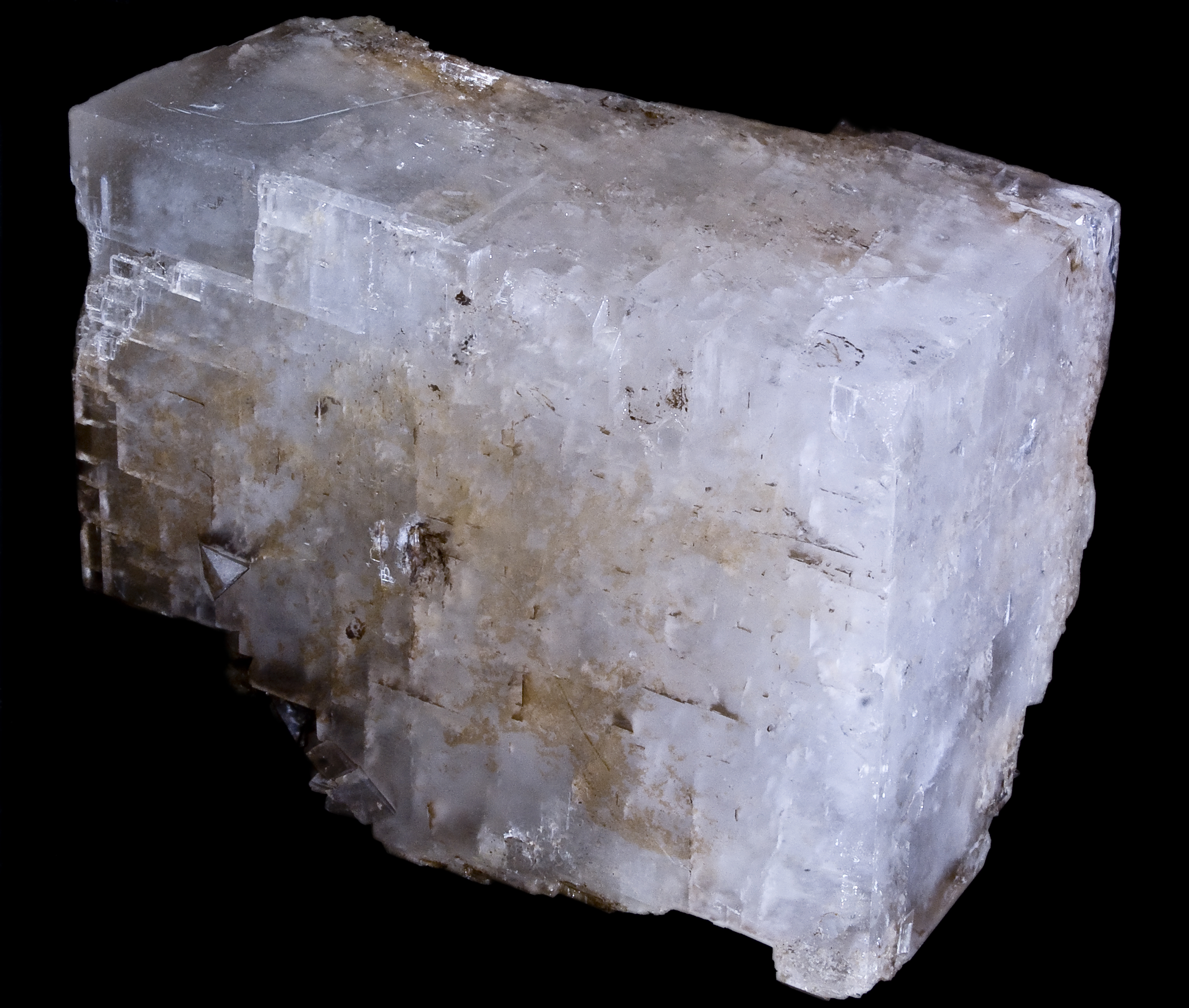
magnezyt
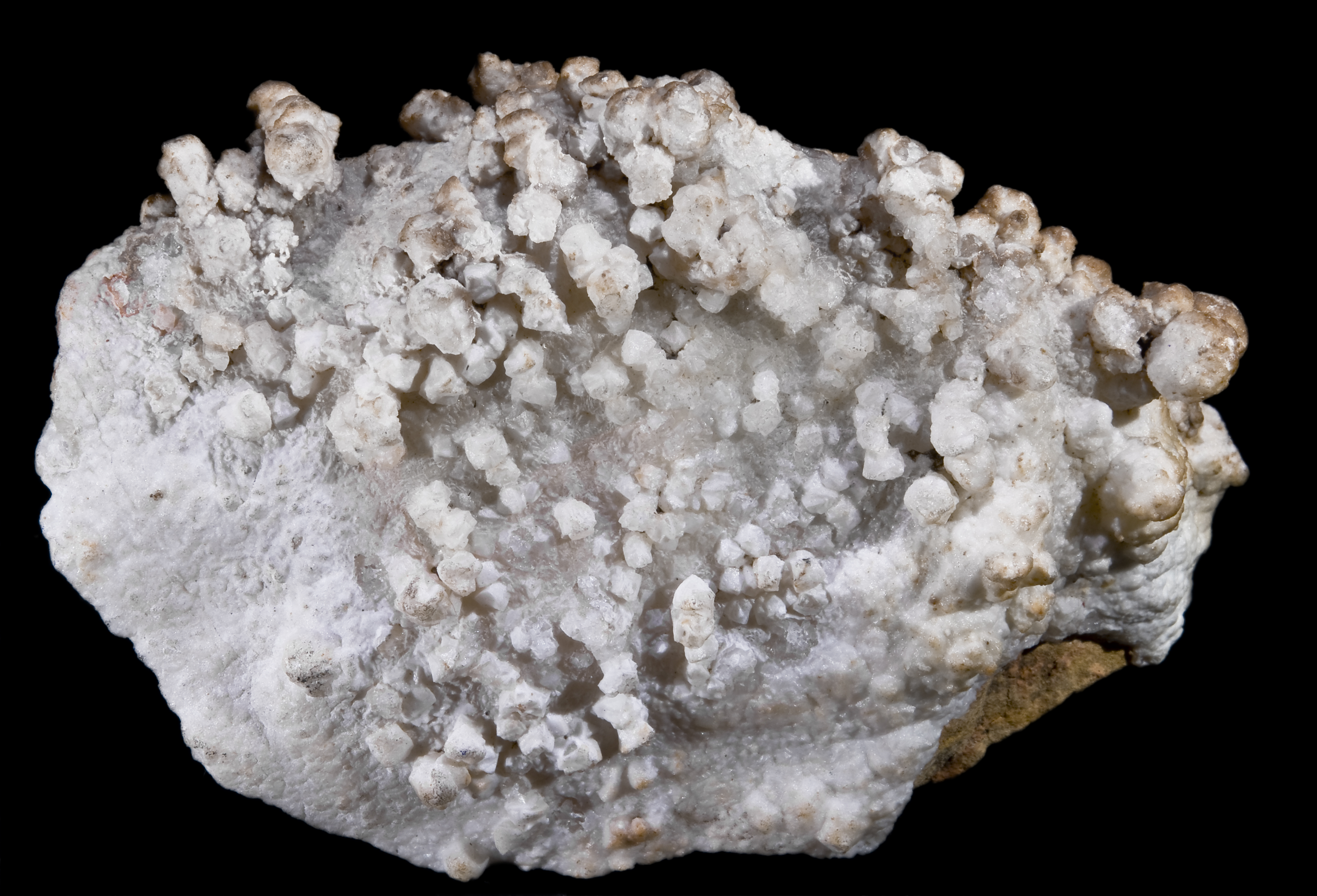
magnezyt
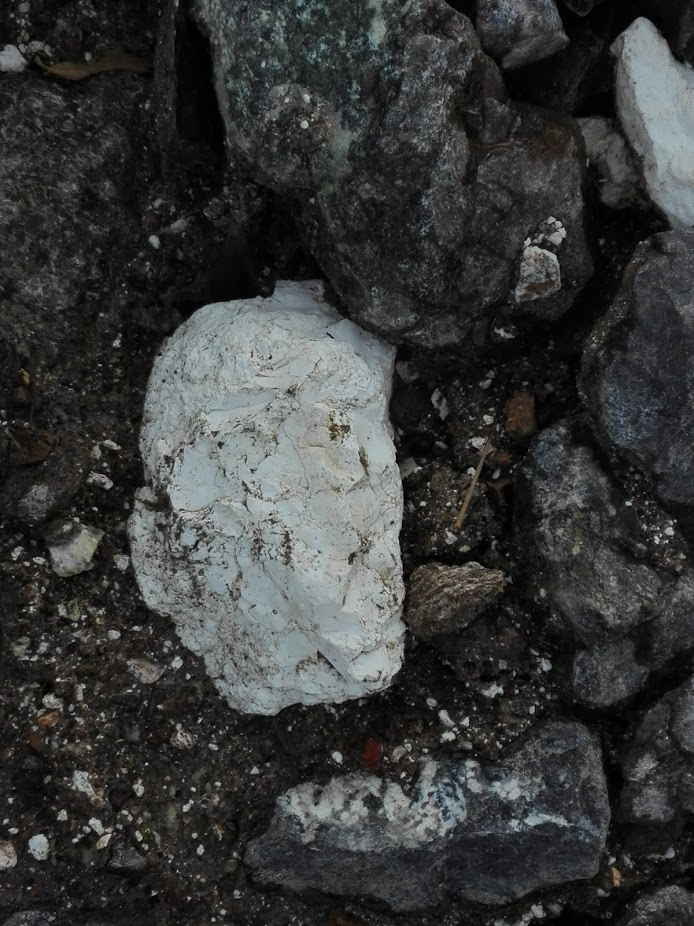
Magnezyt znaleziony w miejscowości Wiry

## Występowanie
Minerał metamorficzny, hydrotermalny, hipergeniczny (pod wpływem wody i dwutlenku węgla), tworzy żyły przecinające serpentynity. Jest składnikiem wielu skał osadowych. Bywa spotykany w towarzystwie: kalcytu, dolomitu, kwarcu, chalcedonu, opalu, talku, chlorytu.
Miejsca występowania: Na Bałkanach – od Bośni do Grecji – Eubea; Austria; Włochy – Elba, Piemont i Lombardia; Rosja – Ural; Chiny – Mandżuria; Szwajcaria; Demokratyczna Republika Konga; Czechy; Niemcy; Korea Północna.
W Polsce – Masyw Ślęży, Gogołów – Jordanów Śląski, Grochowa, Szklary. Do końca XX wieku magnezyt był wydobywany w kamieniołomach w Wirach oraz Sobótce, obecnie jednak tamtejsze złoża uległy wyczerpaniu.

## Zastosowanie
- surowiec dla przemysłu cementowego, papierniczego, metalurgicznego, szklarskiego
- surowiec do produkcji materiałów ogniotrwałych
- służy jako składnik mas ceramiki szlachetnej i specjalnej, w przemyśle chemicznym i farmaceutycznym; przy rafinacji cukru
- bywa wykorzystywany w budownictwie (tynki, cegły, posadzki)
- służy do wzbogacania pasz dla bydła (zwiększa mleczność)
- służy do produkcji nawozów mineralnych, środków dezynfekujących
- bywa dodawany do soli (zapobiega jej zbrylaniu)
- stanowi cenny kamień kolekcjonerski
- czasami bywa wykorzystany jako kamień jubilerski